# Seletice
Seletice település Csehországban, a Nymburki járásban. Seletice Jabkenice, Ledce, Křinec, Mcely, Košík és Pěčice településekkel határos. Lakosainak száma 214 fő (2024. január 1.).

## Népesség
A település lakosságának változását az alábbi diagram mutatja:
| Lakosok száma | 686  | 598  | 525  | 317  | 218  | 206  | 201  | 208  | 223  | 214  |
|               | 1869 | 1900 | 1921 | 1961 | 1980 | 2011 | 2016 | 2019 | 2021 | 2024 |